# Сально (Бидґозький повіт)
Сально (пол. Salno, нім. Sallen) — село в Польщі, у гміні Короново Бидґозького повіту Куявсько-Поморського воєводства.
Населення — 224 особи (2011).
У 1975-1998 роках село належало до Бидгощського воєводства.

## Демографія
Демографічна структура станом на 31 березня 2011 року:
|          | Загалом | Допрацездатний вік | Працездатний вік | Постпрацездатний вік |
| -------- | ------- | ------------------ | ---------------- | -------------------- |
| Чоловіки | 108     | 30                 | 68               | 10                   |
| Жінки    | 116     | 24                 | 76               | 16                   |
| Разом    | 224     | 54                 | 144              | 26                   |